# متحف موروث الأجداد
متحف موروث الأجداد أحد متاحف منطقة عسير في خميس مشيط, أسسه حمد سعيد أحمد القحطاني، ويعتبر متحف ترفيهي فهو يقدم تجربة مُختلفة للزائر من خلال عرض الحياة التراثية والتقليدية.

## الوصف المعماري
المتحف عبارة عن قاعة كبيرة مستقلة تماماً عن سكن المالك ولها مدخل كبير على الشارع الرئيسي، ويضم المتحف مجموعة كبيرة من قطع التراث الشعبي كالأسلحة التي تتكون من مجموعة من البنادق والسيوف والرماح والخناجر وغيرها والملابس النسائية وأدوات الزينة والحلي النسائية وأواني الطبخ والمأكل والمشرب كالقدور والصواني والسحال والغضار وكذلك القرب لنقل وتبريد ماء الشرب وغيرها بالإضافة إلى أواني القهوة مثل الدلال والأباريق والفناجيل وأدوات إعداد القهوة كالمحاميس والنجر وماكينة إيقاد النار ومبارد القهوة وغيرها، وبالمتحف أيضا أدوات الزراعة كالمحراث والمحش والزبيل والمحال والرشا.

## الموقع
يتميز متحف موروث الأجداد بموقعه الاستراتيجي بمحافظة خميس مشيط بمركز تندحة على مساحة 800 متر مربع، ويحظى بزيارة عدد من المهتمين بالتراث من جميع دول العالم ومن كبار الشخصيات.

## معلومات عن المتحف
المتحف متوفر به الخدمات العامة بما فيها دورات المياه والإرشادات للزائرين، وأدوات السلامة وأبواب الطوارئ، وغرف لاستراحة الزائر الذي يأتي من مناطق بعيدة.